# Walter Köstenbauer

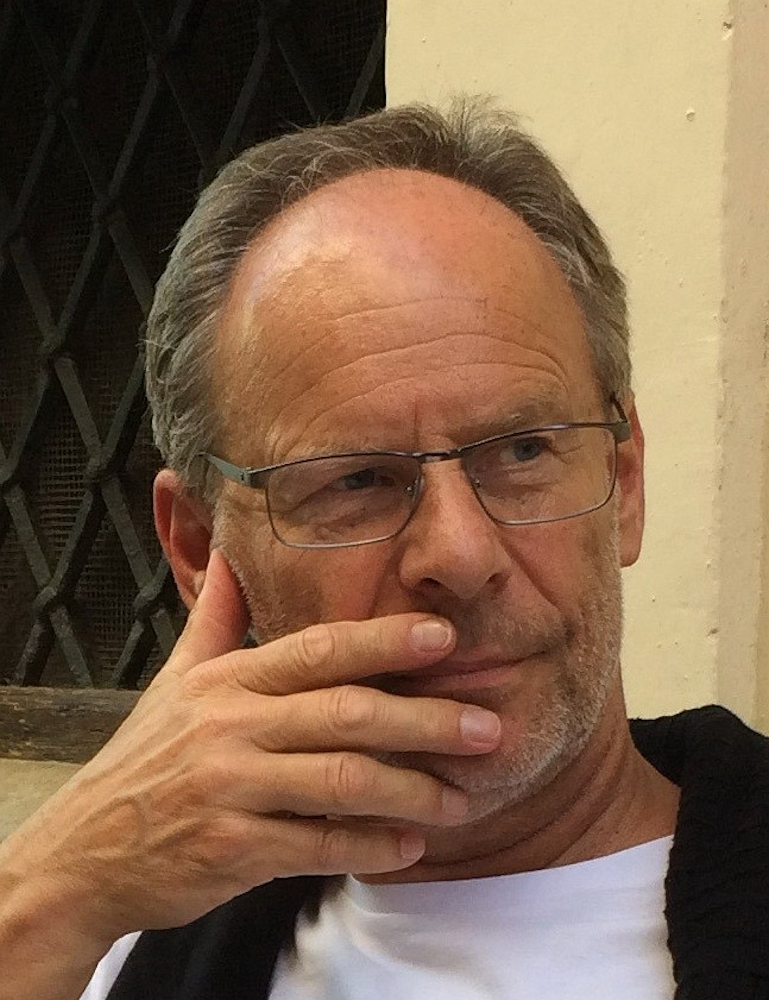
Walter Köstenbauer

Walter Köstenbauer (* 5. Juni 1956 in Weiz, Steiermark) ist ein österreichischer bildender Künstler.

## Leben und Werk

### Herkunft und Ausbildung
Walter Köstenbauer wurde 1956 in Weiz geboren. Nach seiner Reifeprüfung am Bundesgymnasium Weiz 1974 studierte er von 1974 bis 1979 in der Meisterklasse von Wolfgang Hollegha an der Akademie der bildenden Künste Wien. Seit 1981 lebt er in Graz.

### Künstlerischer Werdegang

#### Malerei
Mehr als zehn Jahre lang bestimmen Fels und Stein die Malerei Walter Köstenbauers. In seinen Arbeiten (meist Mischtechniken auf Papier) konzentriert er sich dabei weniger auf das Abbilden, als auf das Interpretieren und Deuten dieser „stummen Zeugen“, die jenseits des menschlichen Zeitgefühls existieren. Themenbezogene Zitate aus Religion, Mythologie, Literatur und Wissenschaft sind treibende Kräfte für seine Arbeit, die sich im Spannungsfeld zwischen Naturalismus und Abstraktion bewegt. Mehr Inspiration und Ansporn als während der Akademie-Jahre erhält er dabei durch den freundschaftlichen Kontakt mit Maria und Thomas Mark, die 1987 die artmark galerie gründeten und diese bis 2019 leiteten. In diesen Jahren tauscht er sich mit zahlreichen Künstlerpersönlichkeiten aus und schließt mitunter eine nachhaltige Freundschaft mit dem Maler Hannes Schwarz, seinem ehemaligen Kunsterzieher am Bundesgymnasium in Weiz. Dessen allseits anerkannte künstlerische und philosophische Kompetenz beeinflusst in den späten 1980er-Jahren Köstenbauers Werk in Theorie und Praxis. Steinereien ist in dieser Phase die vielleicht bedeutendste Personale, die auf Einladung von Otto Breicha 1993 im ehemaligen Grazer Kulturhaus stattfindet.
Im Sommer 1994 „befreit“ sich Köstenbauer vom selbstgewollten Themenzwang. Ende der Steinzeit heißt der programmatische Titel einer Ausstellung im Kreuzgang des Klosters in Frohnleiten bei Graz. Es folgen zwei Jahre des Suchens und des Experimentierens. Das Verwenden von zufällig Gefundenem (Objets trouvés) lässt sich an unterschiedlichen Werkgruppen als gemeinsamer Nenner in jenen Zeiten erkennen.

#### Neue Wege in Malerei und Grafik
1996 unternimmt Köstenbauer allein eine dreimonatige Studienreise durch Australien, die sich nachhaltig auf seine Malerei auswirken sollte. Mit großem Interesse beschäftigt er sich mit der Kultur der Aborigines, insbesondere mit deren bildnerischem Schaffen. Obwohl Sinn und Zweck jener Bilder für „Nichteingeweihte“ unverständlich sind, begeistert sich der Künstler für die Aura der Werke. Dadurch motiviert, geht es für ihn von nun an nicht mehr um die Frage, „was male ich?“, sondern „wie male ich?“. Das narrative Element in seiner Arbeit rückt zu Gunsten einer „reinen Malerei“ in den Hintergrund. Nach Aufarbeitung der Australieneindrücke konzentriert er sich ab 1998 vorwiegend auf das Zusammenspiel von Farben und Rhythmen, so wie auf das Entwickeln abstrakter Formen, die inselartig in die Kompositionen eingebettet werden. Zugleich avanciert die Ölmalerei zu einer von Köstenbauer bevorzugten Techniken. Mit der Zeit erinnern diese konglomeratartigen Formen mehr und mehr an „Steiniges“, wodurch sich der Kreis zu seinen frühen Arbeiten zu schließen scheint.

#### Installationen, Objekte, Projekte, Konzepte
Um die Jahrtausendwende entstehen immer öfter auch dreidimensionale und konzeptuelle Arbeiten. Objekte und temporäre Projekte treten an die Seite der Malerei, die aber Vorrangstellung behält. Die Langzeitprojekte Errettung des Tafelbildes (seit 1994) und ent.tarnung.mensch (seit 2002) wachsen zu umfassenden Werkgruppen an. Mit seinem Objektkasten mit dem ironischen Titel Des is ka Pfeifn ned, eine Variation zur „ewigen Diskussion“ über die Magritte’schen Pfeifendarstellungen, gewinnt der Künstler 2006 den oststeirischen Skulpturen-Wettbewerb Das Lachen in der Kunst.
2007 entstehen die ersten Arbeiten der Werkgruppe buenos.dias. Diese Bezeichnung ist ein humoriges Wortspiel in Bezug auf das dafür notwendige Rohmaterial, nämlich Kleinbild-Dias. Diese werden durch Eingriffe, wie Schmelzen, Ätzen, Ritzen, Schaben und Färben überarbeitet, in Folge digitalisiert, in kleiner Auflage von maximal 3 oder 5 Stück auf Fotoleinen gedruckt und auf Keilrahmen aufgespannt werden. Es entstehen verschiedene Themengruppen, wie zum Beispiel mauer.werke.bd, woodstock.fadeout.bd und micro.graphics.bd.
2008 werden seine sozialkritischen Objekte auf der 9th International Biennal of Miniature Art in der Modern Gallery of the Cultural Centre in Gornji Milanovac/Serbien gezeigt. Köstenbauers begleitende, einstündige Performance working.class.hero (in Anlehnung an das Lied Working Class Hero von John Lennon) wird vor Ort vom russischen Medienkünstler Sergey Yugov dokumentiert und als 8-minütige Zusammenfassung auf YouTube gestellt.

#### Aktivitäten ab 2013
Bei einem Workshop 2013 auf der Art Farm Gaia in Marsciano bei Perugia gestaltet Köstenbauer Bilder, die er zum internationalen Wettbewerb Minimalia 2 einreicht, und erhält dafür einen der drei Hauptpreise zuerkannt.
Durch Einladungen zu internationalen Kunstsymposien in Slowenien und Italien ergeben sich neue Kontakte zu Künstlerinnen und Künstlern vor allem aus Slowenien. 2015 organisiert und kuratiert Köstenbauer die Ausstellung Call and Response im Pavelhaus in Laafeld, wo Arbeiten slowenischer und steirischer Künstlerinnen und Künstler präsentiert werden.
Anlässlich seines 60. Geburtstags präsentiert Köstenbauer 2016 seine TRILOGIE: drei Ausstellungen mit jeweils unterschiedlichen Konzepten gleichzeitig an drei verschiedenen Orten – in der Hofgalerie in Graz, im Kunsthaus in Weiz und im Museum im Rathaus in Gleisdorf. Die Kleine Zeitung würdigt den Künstler aus diesem Grund am 31. März 2016 als „Steirer des Tages“. Zugleich erscheint auch der umfassende Katalog Walter Köstenbauer – Rough Guide to 30 Years of Artwork mit Beiträgen von Otto Breicha, Erwin Fiala, Roman Grabner, Hermann Glettler, Wilhelm Hengstler, Kurt Herler, Johannes Koren und anderen.
Im Juni 2017 versammelt Köstenbauer 14 Künstlerpersönlichkeiten aus Amsterdam, Berlin, Wien und Graz zur gemeinsamen Schau Unterwegs – die Zweite in der Funkhausgalerie im ORF-Landesstudio Steiermark. Bei all den unterschiedlichen Lebenswegen und Arbeitsmethoden ist allen eines gemeinsam: Sie waren einst Schülerinnen und Schüler von Walter Köstenbauer am Akademischen Gymnasium Graz, wo dieser bis 2018 (meist teilzeitlich) unterrichtete. Mit dabei: Clara Maria Bacher, Leonie Bramberger, Wilfried Gerstel, Gerald Hartwig, Gerda Jaritz, Franz Konrad, Clemens Luser, Constantin Luser, Barbara Philipp, Lisa Pock, Andrea Ressi, Julia Seiler, Philipp Wegan und als Gast der Grazer Künstler ILA.
Im Vorfeld des Gedenkjahres 1938/2018 führt Köstenbauer im Dezember 2017 im Eingangsbereich zu eben dieser Schule mittels einer beschrifteten Plexiglas-Banderole eine Korrektur an einer heroisierenden Gedenktafel für die im Zweiten Weltkrieg Gefallenen durch. Dadurch wird von nun an auch auf die Opfer der unmenschlichen Ideologie des Nationalsozialismus hingewiesen. Die Enthüllungszeremonie findet in Gegenwart von Daniela Grabe, Obfrau des Vereins für Gedenkkultur, statt.
2018 wird das Langzeitprojekt ent.tarnung.mensch in einer umfassenden Schau im Rahmen des Steirischen Herbst zum Thema volksfronten in der Kultur-in-Graz-Galerie (KiG) gezeigt. 2020 finden Arbeiten des Künstlers Aufnahme in die Überblicksausstellung Die steirische Breite – Teil 3 (steirische Kunst der 1980er-Jahre) im Gerberhaus in Fehring.
Über all die Jahre wächst das Projekt Errettung des Tafelbildes beträchtlich an und wird 2015 um die Werkgruppe Profane Animalismen erweitert. Mit diesen Werken führt Köstenbauer auf ein mehrdeutiges Terrain, wo mit einfühlsamer Ironie und feiner Kritik sowohl bildende Kunst, Methoden der Wissensvermittlung, als auch gesellschaftspolitische Gegebenheiten thematisiert werden. Der Künstler kombiniert mittels Collagen oder Übermalungen historische Tierdarstellungen mit Bildzitaten aus der Kunstgeschichte. Dadurch entstehen neue, überraschende Bildinhalte, die auf unterhaltsame Weise einmal fröhlich, einmal nachdenklich stimmen. Der Umgang mit den originalen, handkolorierten Lithografien von 1880 und den Schautafeln des frühen 20. Jahrhunderts ist immer ein rücksichtsvoller, wodurch der Charme des historischen Bildmaterials erhalten bleibt.
2023 wird ein Teil dieses Projekts unter dem Titel Viechereien im Universalmuseum Joanneum als Intervention der Neuen Galerie Graz im Naturkundemuseum gezeigt (Kurator: Roman Grabner, Leiter des BRUSEUM). Die 2023 erschienene Publikation Profane Animalismen und andere Viechereien mit acht Gastautorinnen und Autoren dokumentiert das gesamte Projekt (Mitherausgeber: Roman Grabner).
Weitere Viechereien sind zeitgleich auch Teil der Personale Von Stein und Sein im Steirischen Feuerwehrmuseum Kunst & Kultur in Groß Sankt Florian zu sehen, wo auch ein Überblick über die frühe Malerei im Vergleich zu aktuellen Werken sowie die Werkgruppe micro.graphics.bd gezeigt wird. micro.graphics.bd bilden eine Untergruppe des Langzeitprojekts buenos.dias, bei dem zufällig gefundene, sehr alte Schwarz-Weiß-Dias mit mikroskopischen Aufnahmen von Pflanzendetails händisch überarbeitet, danach digitalisiert und auf Leinen ausgedruckt werden.

## Auszeichnungen (Auswahl)
- 1990: Ernst-Koref-Preis für Lithografie (Linz)[1]
- 2006: Oststeirischer Kunstpreis (Sieger im Wettbewerb Das Lachen in der Kunst)[1][14]
- 2013: Hauptpreis der Minimalia 2[1]

## Publikationen (Auswahl)
- Steiermarkhof (Hrsg.): Walter Köstenbauer – Rough Guide to 30 Years of Artwork, Verlag Steiermarkhof, Graz 2016, ISBN 978-3-200-04508-8.
- Roman Grabner, Walter Köstenbauer (Hrsg.): Walter Köstenbauer – Profane Animalismen und andere Viechereien, Verlag edition keiper, Graz 2023, ISBN 978-3-903322-96-7.